# Schwarzhut-Murmeltier
Das Schwarzhut-Murmeltier (Marmota camtschatica) ist eine sozial lebende Art aus der Gattung der Murmeltiere. Namensgebend ist die auffällige dunkle Behaarung auf der Kopfoberseite und im Nacken, die sich deutlich von dem ansonsten braunen Körperkleid absetzt. 
Das Schwarzhut-Murmeltier ist eine paläarktische Art, dessen Verbreitungsgebiet auf den Nordosten Sibiriens beschränkt ist. Sein Verbreitungsgebiet ist allerdings nicht zusammenhängend. Vorkommen finden sich  in den Bergen und der Tundra rund um den Baikalsee, den oberen Flussläufen von Jana und Kolyma, im Norden von Kamtschatka sowie im zentralen und nördlichen Teil der Tschuktschen-Halbinsel. Auf Grund seines nördlichen Lebensraumes zählt diese Murmeltierart ebenso wie das Alaska-Murmeltier zur arktischen Fauna. Die Tiere sind etwa 50 bis 55 Zentimeter groß und wiegen zwischen drei und fünf Kilogramm.
Schwarzhut-Murmeltiere überstehen die arktischen und subarktischen Winter durch eine lange Winterruhe, die sie im Familienverband verbringen. Die Baue dieser Tierwart weisen Gänge auf, die über 100 Meter lang sein können und teilweise unterhalb des Permafrostbodens verlaufen. 
Zur Fellnutzung siehe auch Murmelfell.